# Свети Николай и свети цар Борис Михаил (Стара Загора)
„Свети Николай и свети цар Борис Михаил“ е православен храм в центъра на Стара Загора, България. Църквата е катедрален храм на Старозагорската епархия.
Към храма в олтара има параклис на свети княз/цар Борис I. Храмовият празник е на 6 декември. До храма има градинка с шадраван със статуя на 2 пингвина, която е изцяло реновирана през 2013 г. Мястото е сред основните забележителности на Стара Загора.

## История
На мястото на храма е имало църква „Свети Никола“. Към нея е открито първото светско училище в Стара Загора на 1 март 1841* г. Църквата е разрушена по време на Старозагорското клане и опожаряването на града през 1877 г.
През 1896 г. започва строителството на новия храм, което е завършено през 1909 г. Оградата на храма е напълно възстановена през 2014 г.
- Името на храма е над входа